# Calle Portales (Logroño)
La Calle Portales es una de las calles del casco antiguo de Logroño (La Rioja, España), una de las principales arterias de la ciudad antes de su expansión a mediados del siglo XX.

## Situación

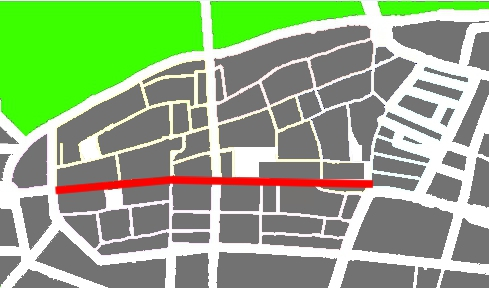
Mapa del Casco Antiguo de Logroño con la calle portales en rojo

Se encuentra situada en la parte norte de la ciudad, en pleno centro histórico de la capital. Se accede por su parte este desde la calle Muro del Carmen, yendo a morir a la fuente de Murrieta. Su denominación se debe a los soportales que ocupan gran parte de la acera sur de la misma, construidos en el último cuarto del siglo XIX, cuando el ayuntamiento de Logroño encargó al arquitecto Francisco de Luis y Tomás la construcción de los mismos, con el fin de acabar con el desequilibrio que había en las edificaciones de la calle.

## Historia
La calle ha tenido diferentes denominaciones a lo largo de su historia. Se la conoció en un principio como Rúa de las Tiendas, posteriormente Calle de la Herventia. En el año 1812 adquiere la denominación de Calle De la Constitución en homenaje a la Constitución española de 1812. Años más tarde cambiaría su nombre por el de la Paz, haciendo referencia al famoso Abrazo de Vergara de 1839, y que contó con la presencia del General Espartero en su inauguración. Ya a finales de siglo cambió su nombre por Calle Del Mercado. Durante la Segunda República Española su denominación fue De la República, para convertirse tras la Guerra Civil en la Calle del General Mola. El 4 de octubre de 1979, el entonces alcalde de Logroño, Miguel Ángel Marín, tras acuerdo con el resto de grupos políticos, cambió su nombre por el que perdura en nuestros días.

## Edificios singulares

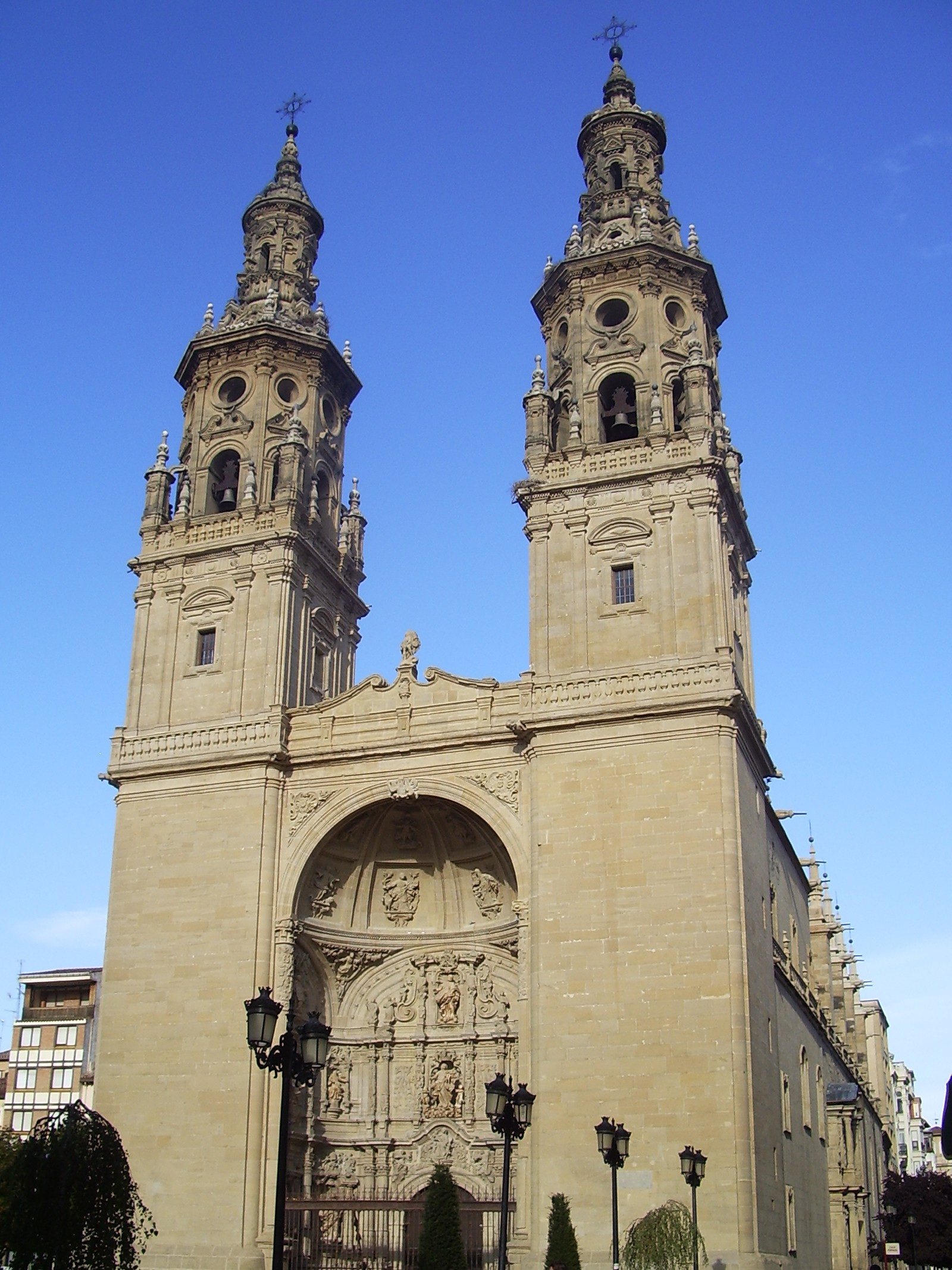
Concatedral de Santa María de la Redonda.

- Casa de los Chapiteles. En el comienzo de la calle se encuentra este edificio, del que se tiene constancia de su existencia ya en 1732. Entre 1865 y 1980 albergó las dependencias del Ayuntamiento de Logroño.
- Concatedral de Santa María de la Redonda. Junto con la Catedral de Calahorra y la de Santo Domingo de La Calzada es sede de la diócesis eclesiástica de Calahorra y La Calzada-Logroño. Es de finales del siglo XVI.
- Convento de la Merced. Situado casi al final de la calle, el antiguo convento fue a finales del siglo XIX sede de la Fábrica de Tabacos, y hoy en día alberga la Biblioteca Municipal, el Parlamento de La Rioja y la sala de exposiciones Amós Salvador.[2]

## Cultura popular

### Fiestas de San Bernabé

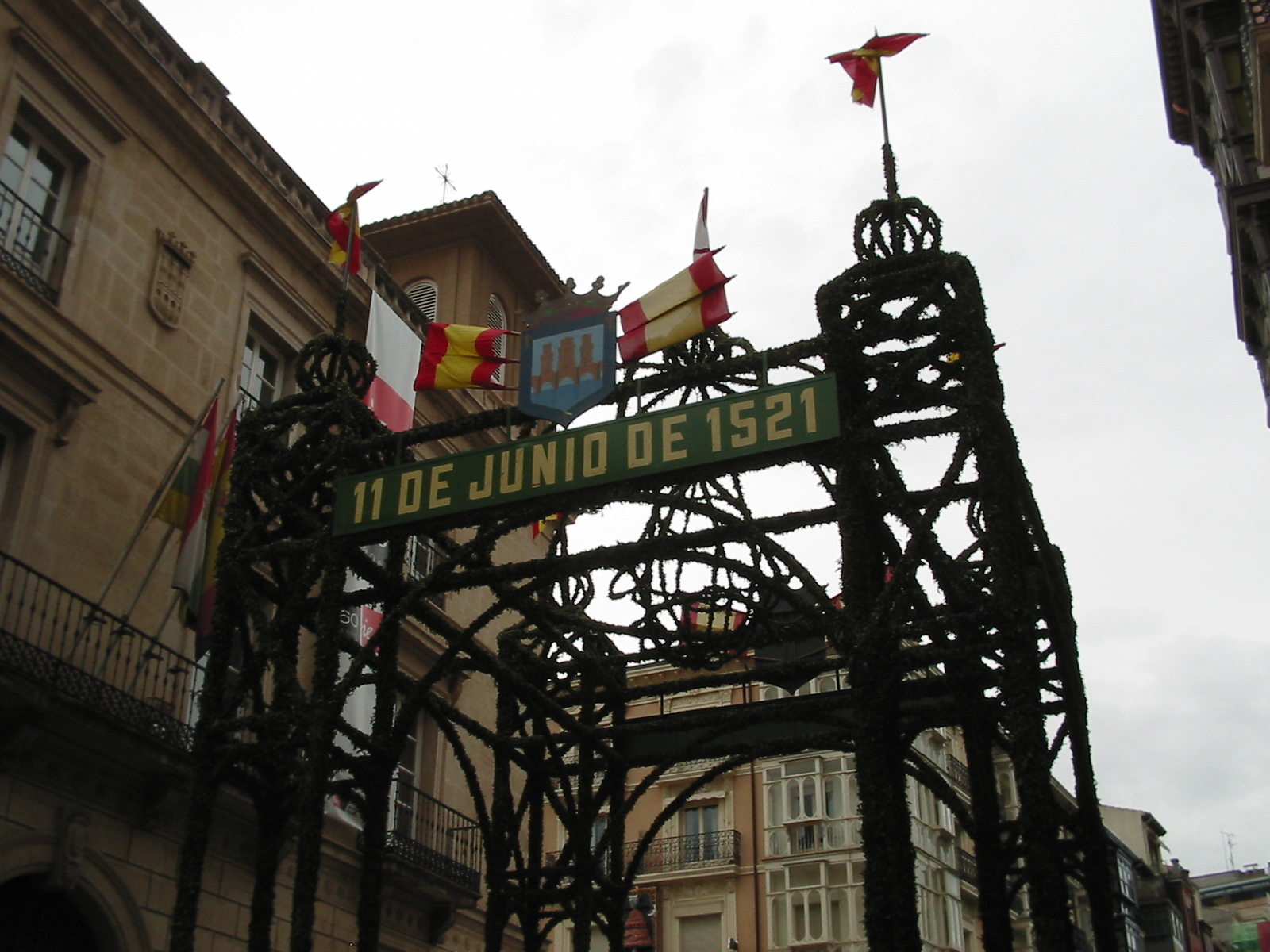
Arco de San Bernabé, junto a la Casa de los Chapiteles.

La calle Portales es el eje de las celebraciones de las Fiestas de San Bernabé, que se celebran en torno al día 11 de junio, festividad de San Bernabé, patrón de la ciudad, formando, junto con el Día de La Rioja, que se celebra el día 9, un puente festivo en la ciudad. La tradición hace colocar un arco conmemorativo recubierto de hojas de boj al comienzo de la calle, junto a la Casa de los Chapiteles.

### Rodaje de la películaCalle Mayor
En 1956 se rodó en sus aceras la película Calle Mayor, de Juan Antonio Bardem, protagonizada por Betsy Blair y José Suárez, y cuyo estreno tuvo lugar en el cine Avenida de la ciudad de Logroño el 30 de noviembre de ese año.